# Paucibranchia
Paucibranchia is een geslacht van borstelwormen uit de familie van de Eunicidae.

## Soorten
- Paucibranchia adenensis (Gravier, 1900)
- Paucibranchia andresi Molina-Acevedo, 2018
- Paucibranchia bellii (Audouin & Milne Edwards, 1833)
- Paucibranchia carrerai Molina-Acevedo, 2018
- Paucibranchia cinari (Kurt-Sahin, 2014)
- Paucibranchia conferta (Moore, 1911)
- Paucibranchia disjuncta (Hartman, 1961)
- Paucibranchia fallax (Marion & Bobretzky, 1875)
- Paucibranchia gathofi Molina-Acevedo, 2018
- Paucibranchia gemmata (Mohammad, 1973)
- Paucibranchia gilberti Molina-Acevedo, 2018
- Paucibranchia kinbergi (McIntosh, 1910)
- Paucibranchia miroi Molina-Acevedo, 2018
- Paucibranchia oculata (Treadwell, 1921)
- Paucibranchia patriciae Molina-Acevedo, 2018
- Paucibranchia purcellana (Willey, 1904)
- Paucibranchia sinensis (Monro, 1934)
- Paucibranchia stragulum (Grube, 1878)
- Paucibranchia totospinata (Lu & Fauchald, 1998)

### Synoniemen
- Paucibranchia stragula => Paucibranchia stragulum (Grube, 1878)